# رضوانی ونجنس
رضوانی ونجنس (به انگلیسی: Rezvani Vengeance؛ به معنای تلافی) یک شاسی‌بلند آفرود فول سایز است که توسط رضوانی موتورز از سال ۲۰۲۲ تولید شده‌است.

## تاریخچه
در اکتبر ۲۰۲۲، شرکت آمریکایی رضوانی موتورز یک اس‌یووی بزرگ با اشاره به مدل خودروهای نظامی و خودروهای آفرود تمام عیار ارائه کرد. ونجنس به عنوان بزرگ‌ترین و گران‌ترین وسیله نقلیه مبتنی بر شاسی‌بلند لوکس کادیلاک اسکالید قرار گرفت میلن ایوانوف، هنرمند دیجیتالی که قبلاً وسایل نقلیه‌ای برای بازی‌های ویدیویی طراحی کرده بود، ونجنس را طوری طراحی کرد که شبیه یک وسیله نقلیه در یک بازی باشد. این خودرو دارای لاستیک‌های ۳۵ اینچی است که برای رانندگی سخت در خارج از جاده مناسب است. محفظه سرنشینان دارای داشبوردی مشابه کادیلاک اسکالید است. این وسیله نقلیه می‌تواند هشت مسافر را در سه ردیف صندلی جابه‌جا کند.
ونجنس با سفارشی خاص ساخته شده‌است و به عنوان جایگزینی گران‌تر برای تانک رضوانی در بالاترین حد قیمت این شرکت آمریکایی قرار دارد. قیمت پایه ۲۸۵٬۰۰۰ دلار آمریکا است که با تمام آپشن‌ها به حداکثر ۷۸۲٬۲۵۰ دلار افزایش می‌یابد.

## مشخصات فنی
گزینه‌های موتور عبارت‌اند از دو موتور ۶٫۲ لیتری وی۸ بنزینی با قدرت ۴۲۰ یا ۶۸۲ اسب بخار و یک موتور ۳ لیتری شش سیلندر دیزلی با قدرت ۲۷۷ اسب بخار با چهار چرخ متحرک آپشنال. از جعبه‌دنده ۱۰ سرعته خودکار کادیلاک استفاده شده‌است.